# NGC 2358
NGC 2358 — рассеянное скопление в созвездии Большого Пса. Открыто Уильямом Гершелем в 1785 году. Скопление удалено на 630 парсек, известно 618 звёзд в нём. Возраст NGC 2358 составляет около 520 миллионов лет. 
Этот объект входит в число перечисленных в оригинальной редакции «Нового общего каталога».